# Château des Porcherons
Château des Porcherons byl hrad na území dnešní Paříže v 9. obvodu. Rozkládal se na čtvercovém půdorysu tvořeném dnešnímu ulicemi Rue Saint-Lazare, Rue Cadet, Rue du Havre a Rue de Provence.

## Historie
Hrad postavila v roce 1310 bohatá rodina Pocheron nebo Porcheron, jejíž členové zde vlastnili majetek již kolem roku 1290. Jméno rodiny dalo posléze název hradu i zdejší vesnici. V roce 1380 tento majetek získala rodina Le Coq a nechala hrad přestavět. Z této rodiny pocházel i Hugues Le Coq, který byl v letech 1420-1429 a 1434-1436 prévôt des marchands. Král Ludvík XI. se zde zastavil před vstupem do Paříže 15. srpna 1461. V majetku rodiny zůstal hrad až do 18. století. Po Francouzské revoluci hrad zchátral a během přestavby Paříže za prefekta Haussmanna byl zcela zbourán. Dnes po hradu zůstaly pouze název ulice Avenue du Coq a kašna v dolní části avenue, která je jediným faktickým pozůstatkem hradu.